# Fejtő Ferenc
Fejtő Ferenc (franciául: François Fejtő), született Fischl Fülöp Ferenc (Nagykanizsa, 1909. augusztus 31. – Párizs, 2008. június 2.) 
Széchenyi-díjas francia-magyar történész, kritikus, író, szociáldemokrata publicista, a Magyar Tudományos Akadémia külső tagja.

## Élete

### Származása

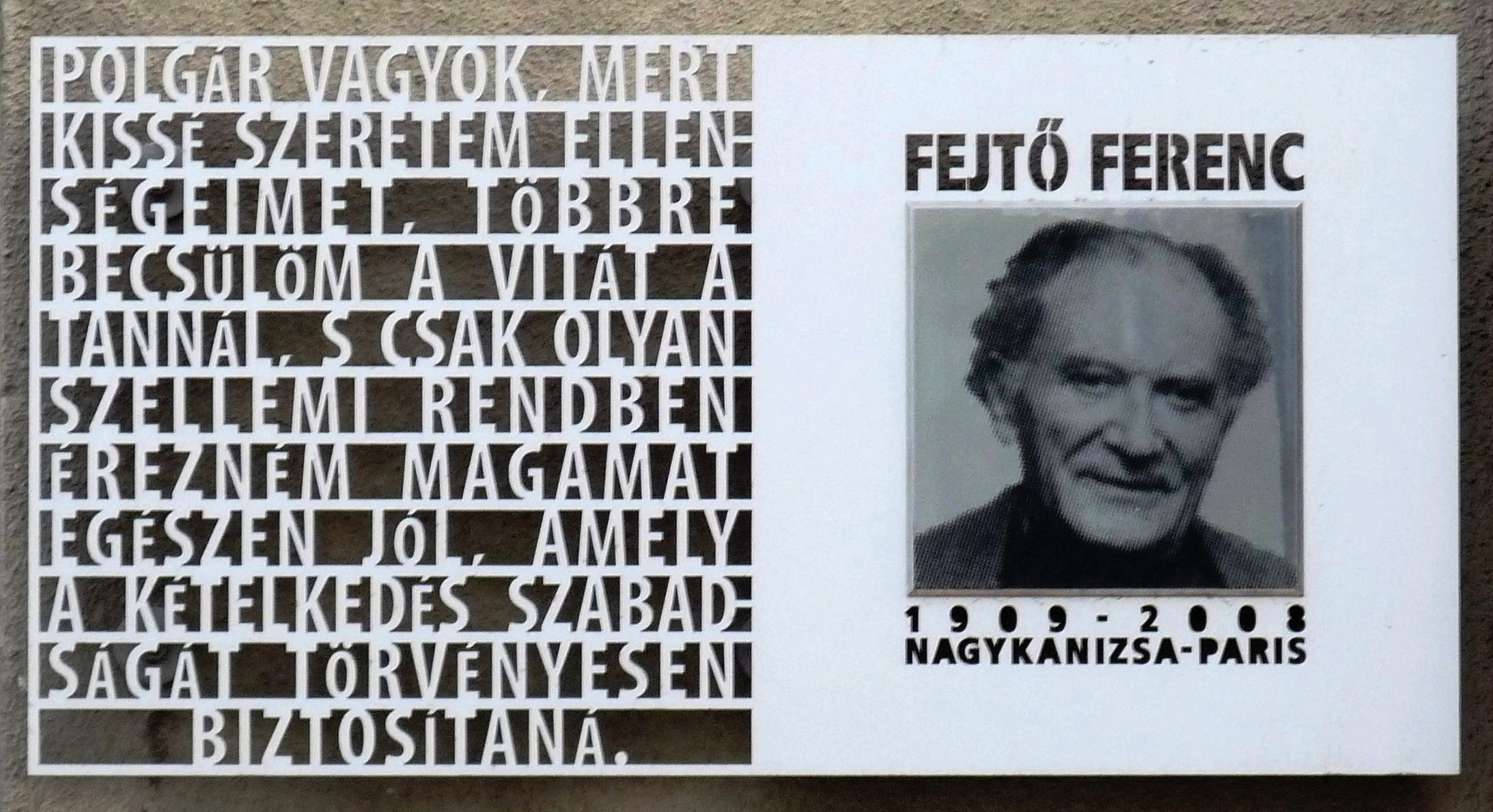
Fejtő Ferenc emléktáblája szülőháza falán (Nagykanizsa, Csengery u. 22.)

Apai nagyapját, a németajkú Fischl Fülöpöt 1849-ben hívták Csehországból Magyarországra tipográfusnak. 1854-től a német nyelvű Pester Lloyd nyomdásza lett. Az 1860-as évek elején került Nagykanizsára, Markbreiter Jakab nyomdájába, amelyet – miután feleségül vette a tulajdonos Friderika nevű lányát – 1864-ben megvásárolt. Ő alapította 1873-ban a Zala című közművelődési, társadalmi és gazdászati hetilapot, amely később politikai napilappá alakult át. Halála után, az 1871-ben született Lajos nevű fia (Fejtő apja) vezette tovább a nyomdát, a „liberális, szabadkőműves könyvkiadót” és adta ki a lapot. 1918-ban megvált a nyomdától és az újságtól, csupán a könyv- és papírkereskedést tartotta meg, és hírlapíróként dolgozott. 1944-ben deportálták, az Auschwitzba tartó vonaton halt meg.
Bonyhádi családnevű, magyar anyanyelvű anyai nagyszülei Kiskőrösről telepedtek át Zágrábba, ahol Fejtő anyja született. A családnak ez az ága „elhorvátosodott”. A fiú mindössze ötéves volt, amikor anyja meghalt rákban. Ekkor apja nővéréhez, illetve apai nagyapjának második feleségéhez került Zágrábba; Nada nővére az anyai nagyszülőknél, míg az egyéves Eduárd (Edi) apjuk nővérénél nevelkedett. Apja 1920-ban újra nősült. Nevelőanyjuk, Julianna (Julcsi) elsősorban a zeneszeretetet erősítette meg Fejtőben.

### Ifjúkora
Az elemi iskolát részben Zágrábban, részben Nagykanizsán végezte; ez utóbbi helyen érettségizett kiváló eredménnyel a piaristáknál, 1927-ben. Felsőfokú tanulmányait Budapesten, az Eötvös-kollégiumban szerette volna folytatni, azonban a numerus clausus miatt nem vették fel. Végül a Pécsi Egyetem bölcsészkarára iratkozott be, magyar-francia-német szakra. Az egyetem első évében katolizált. Részt vett a karon alakított Batsányi Társaság tevékenységében: verseket, majd novellákat és esszéket írt. Innen datálódott Kolozsvári Grandpierre Emillel való barátsága. A polgári neveltetésű egyetemista komlói lányismerőse révén, a bányászkolónián szerzett tapasztalatai alapján kezdett érdeklődni társadalmi kérdések, a munkások komor, nehéz élete iránt.
1929-től Budapesten, a Kir. m. Pázmány Péter Tudományegyetemen hallgatott magyart, irodalomtörténetet és germanisztikát. A bölcsészkaron olyan társai voltak, mint Rajk László, Mód Péter, Olt Károly, Szász Béla. Bekapcsolódott az ekkorra már teljesen baloldali befolyás alá került Bartha Miklós Társaság tevékenységébe. A társaság egyik tagján keresztül ismerkedett meg József Attilával, akivel szoros barátságba került. A mindinkább radikális nézeteket valló Fejtő számára a költő nézetei adták meg a végső lökést ahhoz, hogy csatlakozzon az illegális kommunistákhoz. Hivatalosan a Mester utcai gimnáziumban tanított, mellette azonban marxista szemináriumokat tartott, pártutasításra kivette a részét az „irodalom frontján” folytatott harcból: röplapokat szerkesztett és terjesztett, Györkös Ferenc, illetve Gyulai Ferenc álneveken cikkeket írt a Szabadon című kéthavi lapba, és a Valóságba, melyet József Attilával együtt jelentettek meg 1932 júniusában, a Társadalmi Szemle szerkesztőségének hathatós segítségével.
Nem sokkal az első szám megjelenése után több Eötvös-kollégista társával együtt letartóztatták; többször megverték, kínozták. 1932 októberében állították bíróság elé. A vád szerint marxista csoportot alakított és vezetett, felforgató tartalmú röplapokat terjesztett. Első fokon egy évre ítélték, fellebbezés után a büntetést 10 hónap 25 napra mérsékelték (ennyit töltött addig börtönben). Szabadulása után egyetemre többé nem járhatott, nem is taníthatott; német nyelvórák adásából, és korrepetálásból tartotta el magát.

### Írói kibontakozása
1933. december 2-án feleségül vette Hilmayer Rózát (Körmend, 1913. szeptember 11. – Neuilly-sur-Seine, 2000.). Az esküvőt követő vacsorán csak anyósa, valamint József Attila és múzsája Szántó Judit vett részt.
Sem a Kommunisták Magyarországi Pártjának, sem pedig a Magyarországi Szociáldemokrata Pártnak nem lett tagja, de – eltávolodva a kommunista eszméktől – 1934-től aktív munkatársa lett a szociáldemokrata párt napilapjának, a Népszavának, valamint elméleti folyóiratának, a Szocializmusnak. Emellett Fülöp Ernő álnéven rendszeresen írt cikkeket, irodalomtörténeti és kritikai tanulmányokat a Nyugatba, valamint az erdélyi Korunkba. A kritikai tanulmányok alanyai között megtalálható Aldous Huxley, David Herbert Lawrence, Thomas Mann, Oswald Spengler és József Attila.
Első figyelmet keltő irodalmi alkotása az 1936-ban megjelent Érzelmes utazás című esszéregénye volt, amelynek alapját a nem sokkal korábbi rokonlátogatása kapcsán a Nyugatba írt Zágrábi utinapló képezte.
József Attilával és Ignotus Pállal együtt alapítója az imperializmus- és egyben sztálinizmus-ellenes Szép Szó című irodalmi és társadalomtudományi folyóiratnak, amelynek 1935-38 között társszerkesztője volt. József Attila betegségének előrehaladtával Fejtő fokozatosan folyt bele a felelős szerkesztői munkába is.
1938. február 13-án megjelent Makói beszélgetés című cikke a Népszavában, amelyben a kormány németbarát politikáját bírálva azt a végkövetkeztetést szűrte le, hogy a magyar „parasztság jobban ellenáll a náci demagógiának, mint a középosztály”. Másnap letartóztatták, ismét perbe fogták és „osztályharcra való buzdítás” címén „hat hónap szigorított börtönre” ítélték. Fellebbezett ugyan, de amikor ismerősei révén megtudta, hogy az ítélettől függetlenül internálni fogják, elhagyta az országot, s Jugoszlávián, Olaszországon és Svájcon keresztül a francia fővárosba költözött.

### Emigrációban
Párizsba Mónus Illés főszerkesztő megbízólevelével érkezett, így 1938 tavaszától a Népszava akkreditált tudósítója volt, de írt a Szép Szóba, a Szocializmusba és a Korunkba is. Távozása élénk vitát váltott ki a népi írók és az urbánusok között (Fejtő ez utóbbiak közé tartozott).
Párizsban megismerkedett a baloldali francia szellemi élet jeles képviselőivel, szorosan tartotta a kapcsolatot a külföldi (Egon Erwin Kisch stb.) és magyar emigrációval, amelyből ekkortájt ismerősi körébe tartozott többek között Németh Andor, Hatvany Lajos, Hatvany Bertalan, Dormándi László, Arthur Koestler, Faludy György, Hevesi András, Garbai Sándor és Károlyi Mihály
A 2. világháború kitörése után a Molotov–Ribbentrop-paktumot élesen elítélő társaival együtt aktív toborzó munkát végzett a Francia Köztársaság Barátainak Szövetsége magyar tagozatának égisze alatt. Ő maga is jelentkezett önkéntesnek; 1939 decemberében vonult be a barcarès-i kiképzőtáborba. A 22. idegen gyalogezred katonájaként kapott kiképzést, de harcokban nem vett részt. A második orvosi vizsgálaton alkalmatlannak minősítették a katonai szolgálatra. Feleségével együtt előbb Bretagne-ba, majd annak német megszállása után, barátai segítségével délre ment a Midi-Pyrénées régióba és a Cahors-környéki hegyekben húzta meg magát. Mivel nem publikálhatott, „négerként dolgozott”. Igyekezett nyomon követni a magyarországi helyzetet: ismerősei időnként szert tettek egy-egy Pester Lloydra. 1943-ban csatlakozott a Szabad Francia Erőkhöz kötődő ellenállási mozgalom helyi szervezetéhez és részt vett annak akcióiban.

### A világháború után
Párizs felszabadítása után, 1944 szeptemberében visszatért a francia fővárosba, majd Neuilly-sur-Seine-ben telepedett le. Az Agence France-Presse (AFP) francia hírügynökségen kapott munkát, ahol a magyar és német rádiók figyeléséből szerzett információkat. Mellette cikkeket írt a Le Populaire szocialista napilapba, és küldött haza is a Szocializmus részére. Vercors felkérésére Printemps des Peuples címmel kétkötetes kiadványt készített az 1848-as európai forradalmak centenáriumára.
1946 végén és 1947 nyarán két ízben is hazautazott. Tapasztalatai alapján úgy döntött, egyelőre nem tér haza. Elfogadta az éppen párizsi nagykövetnek kinevezett Károlyi felkérését, és átvette a nagykövetség mellett működő sajtóiroda vezetését. Egyre többször került összetűzésbe a hazai vezetéssel: Ignotussal együtt inkább lemondott a Szép Szó újraindításáról, mintsem „demokratizálja” (értsd: felhagy a kommunista párt és a sztálinizmus bírálatával) a folyóiratot, s Lukács Györgynek, a párt nevében tett „felkérésére” nem volt hajlandó elvállalni, hogy József Attila az ő rábeszélésére szakított az illegális kommunista párttal. Rajk László letartóztatását követően, 1949 szeptemberében lemondott a sajtóiroda vezetéséről, megszakított minden kapcsolatot a hazai rezsimmel és politikai menedékjogot kért Franciaországban.

### Végleg emigrációban
Noha rosszallta, hogy belügyminiszterként Rajk sem bánt kesztyűs kézzel az ellenzékkel, minden fórumot és publikációs lehetőséget megragadott, hogy bizonyítsa egykori barátja ártatlanságát, és hogy a népi demokráciákban akkortájt lefolytatott koncepciós perek egyenes folytatásai a sztálini diktatúra 1930-as évekbeli törvénytelen eljárásainak.
1950-től 1979-ig ismét az AFP hírügynökség munkatársa, a kelet-európai kommunista diktatúrák szakértő elemzője, miután közelről látta és – bár 1947 és 1989 között nem tért vissza hazájába – nyomon követte azok megszületését, fejlődését és bukását. 1952-ben közölt, L'Histoire des démocraties populaires című művével egy csapásra ismert lett. 1969-ben elkészítette az időközben bekövetkezett változásokat (például: prágai tavaszt) is tükröző bővített kiadást, amely A népi demokráciák története I-II. címmel 1991-ben hazánkban is megjelent.
Hosszú eljárást követően 1955-ben megkapta a francia állampolgárságot.
Ahhoz a párizsi baloldali emigráns csoporthoz tartozott, amely az 1950-es évek közepén a magyarországi demokratikus változásokat nem erőszakkal vagy külső nagyhatalmak diktátumával, hanem békés, fokozatosan átalakulással kívánták megoldani. 1955 májusában, Ausztria szuverenitásának visszaállítása kapcsán, Fejtő egy interjúban még úgy vélekedett, hogy a szovjetek Magyarországról történő kivonulása esetén a hazánkban jelen levő antikommunistaság antiszemita hangsúlyt kapna, ami súlyos rendzavarásokhoz, pogromokhoz és fasiszta jellegű államcsínyekhez vezetne. Az 1956-os forradalomról írt könyve, Jean-Paul Sartre előszavával, 1956 végén jelent meg Párizsban (újabb kiadása 1996-ban). Fejtő ezen kívül is több könyvet és tanulmányt írt a forradalomról, amelyek nem csak Nyugaton jelentek meg, hanem Lengyelországban és a hajdani Jugoszláviában is. Műveiben igyekezett a „javíthatatlan fasisztasággal, ellenforradalmisággal és szocialista-ellenességgel vádolt nép ártatlanságát hangoztatni” és cáfolni a szovjet intervenció „legitim voltát, amennyiben megakadályozta, hogy Mindszenty bíboros, az Eszterházy hercegek és Horthy csendőrei magukhoz ragadják a hatalmat és átvezessék az országot az amerikai táborba” .
1972 és 1982 között a párizsi Politikai Tanulmányok Főiskoláján a Szovjetunióval és Kelet-Európával kapcsolatos szemináriumok igazgatója. 1973-ban műveiért megkapta a bölcsészdoktori címet. Számos francia és külföldi újságnak és folyóiratnak dolgozott, rendszeresen közölte cikkeit az emigráns Irodalmi Újság. Franciaországban a 20. századi értelmiség egyik nagy alakjának tartják. Gondolkodásában közel áll Albert Camus-höz, kritikai párbeszédet folytatott André Malraux-val és Jean-Paul Sartre-ral. Találkozott a Komintern, a nemzetközi kommunista mozgalom vezetőivel, a Kreml uraival, továbbá olyan neves személyiségekkel, mint Josip Broz Tito, Fidel Castro, Willy Brandt, Bruno Kreisky, Thomas Mann. Csodálta, ugyanakkor kritikával illette Charles de Gaulle-t és François Mitterrand-t.
Tagja, egy időben elnöke volt az Emberi Jogok Magyar Ligájának, amely többek között kezdeményezője volt az 1988. június 16-án párizsi Père-Lachaise temető 44-es parcellájában felavatott Nagy Imre, Losonczy Géza, Maléter Pál, Szilágyi József, Gimes Miklós és a forradalom minden kivégzettje jelképes síremlékének.
1989 júniusában, Nagy Imre és társai újratemetésére jött először haza Magyarországra.
Könyvei számos nyelven megjelentek, így franciául, németül, angolul, olaszul, magyarul, lengyelül, bolgárul és japánul. 2006-ban két könyve is megjelent magyarul József Attiláról és a költő összes műveinek német kiadásához is ő írt előszót.
2003 októberében Fejtő a Károlyi József Alapítványnak adományozta könyvtárát. A fehérvárcsurgói Károlyi-kastélyban elhelyezett Fejtő Ferenc Könyvtár állományába jelenleg mintegy 6 000 kötet tartozik, továbbá a történész érdeklődési körébe tartozó több tízezres sajtódosszié-gyűjtemény és egy 350 címet tartalmazó folyóirat-gyűjtemény.
Két gyermeke van: fia, Charles Párizsban született 1945. április 15-én, és lánya, Andréa, aki házasságon kívül született 1960-ban. Unokája Raphaël Fejtö (Párizs, 1974. szeptember 17.) színész, író, forgatókönyvíró, filmrendező.

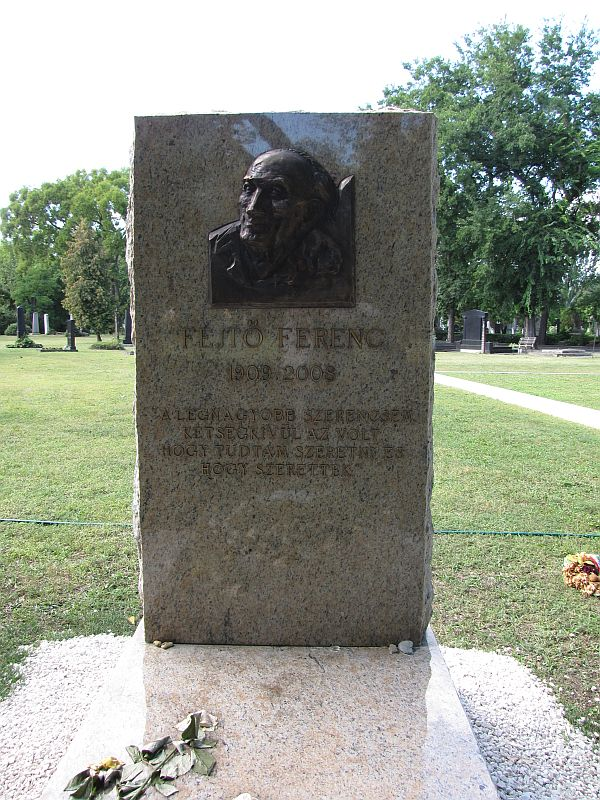
Fejtő Ferenc sírja Budapesten. Kerepesi temető: 35-2-63

2008. június 2-án szívroham következtében hunyt el a párizsi Hotel Dieu kórház Szent Károly tüdőosztályán. Utolsó látogatója barátja, Varnus Xavér orgonaművész volt, aki mind párizsi búcsúztatásán (Saint-Sulpice templom), mind pedig pesti temetésén orgonált. Június 13-án állami szertartáson helyezték örök nyugalomra Budapesten, a Fiumei úti sírkert 35. parcellájában, hajdani barátja, József Attila közelében.

## Nézetei a magyar politikáról
Az 1930-as évek elejétől szocialista nézeteket vallott, a világ, s benne Magyarország társadalmi mozgásait ezen a szemüvegen keresztül látta és láttatta. Magyarországon megjelenő publicisztikáinak alaptétele volt, hogy a magyar szocialista–szabaddemokrata koalíciót a hazai haladó hagyomány örökösének tartotta, míg gyakran bírálta a magyar jobboldalt, főképp a Fideszt és személy szerint Orbán Viktort, visszatérően populistának nevezve az általuk nyújtott alternatívát.
2004 tavaszán több írótársával együtt lemondott Magyar Írószövetségi tagságáról, mondván: a szervezet választmánya nem foglalt állást a választmány egyik tagjának hol burkolt, hol nyílt antiszemita megnyilvánulásaival kapcsolatban.

## Díjai, elismerései
- 1975 – a Francia Nemzetgyűlés Nagy Irodalmi Díja
- 1988 – a Francia Köztársaság Becsületrendjének lovagja
- 1990 – Pierre-Lafüe Díj (Franciaország)
- 1990 – Premio Boccaccio Europa (Olaszország)
- 1992 – A Francia Nemzetgyűlés Irodalmi Díja
- 1992 – Az Európai Utas Emlékplakettje
- 1993– A Francia Erkölcsi és Politikatudományi Akadémia Történelemtudományi Díja
- 1993 – Nagykanizsa díszpolgára
- 1994 – Joseph Pulitzer-emlékdíj
- 1994 – Nagy Imre-emlékplakett
- 1994 – Zala megye díszpolgára
- 1995 – Nagy Becsületrend (Ausztria)
- 1996 – Budapest díszpolgára
- 1996 – A Magyar Köztársasági Érdemrend középkeresztje a csillaggal
- 1997 – A MÚOSZ örökös tagja
- 1997 – A Magyarság Hírnevéért Díj
- 1997 – Demény Pál-emlékérem(wd)
- 1999 – Pro Renovanda Cultura Hungariae Alapítványi Fődíj
- 2000 – a francia PEN Club választmányi tagja
- 2001 – A Magyar Tudományos Akadémia külső tagja
- 2001 – Európa-díj
- 2003 – Széchenyi-díj
- 2004 – A Magyar Köztársasági Érdemrend nagykeresztje
- 2004 – Európai Parlament Demokrácia-díja
- 2005 – Nagy Imre Érdemrend
- 2005 – a Népszava tiszteletbeli és örökös főszerkesztője
- 2006 – Hazám-díj
- 2006 – a Francia Becsületrend tisztje
- 2007 – Marko Marulić Hajnalcsillag Érdemrend (Red Danice hrvatske s likom Marka Marulića) (Horvátország)

A Pécsi és a Szegedi Tudományegyetemek díszdoktora.

## Emlékezete
- A Népszava 2006-ban Fejtő Ferenc-díjat alapított, melyet minden évben annak a szerkesztőségi munkatársának, illetve a lapban publikáló személynek adományoznak, aki Fejtő szellemiségéhez méltó munkát végez.
- 2008. december 10-én avatták fel mellszobrát a Budapest, XIII. ker. Szent István parkban (Kocsis András Sándor szobrász alkotása)
- 2009. május 9-én, utolsó párizsi lakhelyén (156, rue Saint Martin 75004 Paris) emléktáblát avattak tiszteletére (Lehoczki Károly rajzával).
- 2009 nyarán a Kossuth Kiadó újpesti könyvesboltja vette fel nevét (Libro Udvar – Budapest, IV. ker. Bocskai utca 26.)

## Művei
Az alábbi felsorolás a teljesség igénye nélkül tartalmazza az író legfontosabb műveit magyar és más nyelveken.

### Magyarul
- Erasmus avagy beszélgetés a humanizmusról, Cserépfalvi Kiadó, 1936
- Érzelmes utazás, regény, Korunk, 1936; Magvető Kiadó, 1989 ISBN 9631415201
- Jean Jaurès, tanulmány, Világosság, 1937
- A nagy utópisták, tanulmány, Világosság, 1937
- Mi a magyar most?, antológia, Pantheon, 1937; Cserépfalvi–Gondolat–Tevan, 1990
- Heine, Népszava Könyvkiadó, 1947; 1998 ISBN 9639171034
- József Attila az útmutató, tanulmány, Szocializmus, 1948; Papirusz Book Könyvkiadó, 2005 ISBN 9639263257
- Európa az 1848-as forradalmak előestéjén – Európa tavasza, Új Idők Irodalmi Intézet (Singer és Wolfner) Kiadó, 1948
- A magyar szabadságharc – Európa tavasza, Új Idők Irodalmi Intézet (Singer és Wolfner) Kiadó, 1948
- Budapesttől Párizsig. Emlékeim., Magvető Kiadó, 1990
- A népi demokráciák története I–II. (Kosáry Domokos utószavával), 1991 ISBN 9631417883
- Rekviem egy hajdanvolt birodalomért. Ausztria–Magyarország szétrombolása, Atlantisz és Minerva Kiadók, 1990 ISBN 9637978879; 1997. ISBN 9632235045
- Martinovics Ignác: = Mai magyarok régi magyarokról, Szép Szó–Cserépfalvi, 1937; Cserépfalvi -Gondolat-Teran (reprint), 1991
- A népi demokráciák története, Magvető Kiadó, 1991
- Szép szóval, tanulmány, publikációk (válogatta, szerkesztette, utószóval ellátta: Széchenyi Ágnes), Századvég Kiadó; Nyilvánosság Klub, 1992
- Borkóstoló irodalmi tanulmányok, Belvárosi Könyvkiadó, 1996
- Hová repül az idő? Beszélgetés Jacqueline Cherruault-Serperrel, interjúk, Cserépfalvi, 1996 ISBN 9637675752
- Szociáldemokrácia tegnap, ma, holnap, Belvárosi Könyvkiadó, 1996 ISBN 9637675604
- A Duna-parttól a Szajna-partig, Belvárosi Könyvkiadó, 1996 ISBN 9637675574
- Rekviem egy hajdanvolt birodalomért. Ausztria–Magyarország szétrombolása, Atlantisz Könyvkiadó, Budapest, 1997 (Circus Maximus), ISBN 9637978879
- A zsidó és az Úristen. Eretnek esszé [ford. Osvát Anna], 1997 ISBN 963815909X
- II. József, Atlantisz Könyvkiadó, Budapest, 1997 (Circus Mximus), ISBN 9637978895
- Magyarság, zsidóság (Zeke Gyula közreműködésével), História – MTA Történettudományi Intézete, 2000 ISBN 9630055414
- A század utasa, Holnap Kiadó, 2002 ISBN 9633465184
- A monarchiától a globalizációig, Alexadra Könyvkiadó, 2004, ISBN 9633671175
- A világ meztelen. Douglas Coupland, Fejtő Ferenc, Háy János, M. Nagy Miklós és Susan Sontag írásai; főszerk. Mihályi Gábor, szerk. Bánki Judit; Új Világ–Antonin Liehm Alapítvány, Bp., 2004 (Európai kulturális füzetek)
- József Attila – A szép és jó szó mestere, Holnap Kiadó, 2005 ISBN 9633466822
- Isten, Ember, Ördög – Elmélkedés a rosszról és a történelemről, Holnap Kiadó, 2006, ISBN 9633467128
- Mégiscsak a szociáldemokrácia, Kossuth Könyvkiadó, 2006, ISBN 9630948753
- A magyar tragédia 1956, Kossuth Könyvkiadó, 2006 ISBN 9789630949088
- 1956 – A magyar forradalom, Holnap Kiadó, 2006 ISBN 9633467330
- Budapesttől Párizsig Párizstól Budapestig, Kossuth Könyvkiadó, 2007 ISBN 9789630955867
- Érzelmes utazás; 3. bőv. kiad.; Kossuth, Bp., 2008

### Más nyelven
- Henri Heine, Liège, 1946 (angolul: London, 1946, magyarul: Heine, Budapest, 1947; 1998 hollandul: Haarlem, 1948)
- 1848 dans le monde. Le Printemps des peuples I–II., Párizs, 1948 (angolul: New York, 1966)
- Histoire des démocraties populaires, Párizs, 1952; bővített kiadás: Histoire des démocraties populaires. 1. L’ère de Staline (1945-1952); 2. Après Staline (1953-1963), Párizs, 1969; 1979; 1992; 1998 ISBN 2870277997; 2006 ISBN 2867051851 (héberül: Tel-Aviv, 1954, olaszul: Firenze, 1955, spanyolul: Barcelona, 1971, angolul: New York–London, 1971, németül: Köln, 1973, japánul: Tokió, 1978, magyarul: A népi demokráciák története I–II., Budapest, 1991)
- Un Habsbourg révolutionnaire: Joseph II. Portrait d’un despote éclairé, Párizs, 1954 (németül: Stuttgart, 1956)
- La Tragédie hongroise ou une révolution socialiste antisoviétique, Párizs, 1956; 1998 (angolul: New York, 1957, olaszul: Torino, 1957, japánul: Tokió, 1957, magyarul: A magyar tragédia 1956, Budapest, 2006)
- Ungheria 1945–1957, Torino, 1957
- Behind the Rape of Hungary, New York, 1957
- Conclusion. 1848, a Turning-point?, Boston, 1959
- Les Juifs et l’antisémitisme dans les pays communistes, Párizs, 1960 (németül: Bécs–Frankfurt–Zürich, 1967)
- Dieu et son Juif, Párizs, 1960; 1997 (ISBN 2705802533) (olaszul: Milánó, 1961, magyarul: A zsidó és az úristen, Budapest, 1997)
- China–URSS. La fin d’une hégémonie I–II., Párizs, 1964–1966 (olaszul: Milánó, 1967–1968, portugálul: Lisszabon, 1976)
- Revisionisti contro dogmatici, Milánó, 1965
- Budapest, l’insurrection 1956., Párizs, 1966
- Histoire des démocraties populaires aprés Staline, 1969
- The French Communist Party and the Crisis of International Communism, Cambridge, 1970
- Dictionnaire des partis communistes et des mouvements révolutionnaires, Tournai, 1971
- Le sort des juifs dans les pays d’Europe orientale, Párizs, 1971
- China–URSS. De l’alliance au conflit 1950–1972, Párizs, 1973 ISBN 9782020003643
- L’héritage de Lénine. Introduction à l’histoire du communisme mondial, Párizs, 1973; javított, bővített (636 o.): ISBN 2 253 01840 6 1977. (spanyolul: Madrid, 1975)
- Le coup de Prague 1948, Párizs–Brüsszel, 1976
- La social-démocratie quand-même, Párizs, 1979; 1996
- Budapest, l’insurrection 1956., Párizs, 1981
- Mémoires de Budapest à Paris, Párizs, 1986 ISBN 2702114458 (magyarul: Budapesttől Párizsig. Emlékeim, Budapest, 1990; 2007)
- Réquiem pour un Empire défunt. Histoire de la destruction de l’Autriche-Hongrie, Párizs, 1988 ISBN 2867051851; 1993 ISBN 2020146746 (magyarul: Rekviem egy hajdanvolt birodalomért. Ausztria–Magyarország szétrombolása, Budapest, 1990)
- 1956, Budapest, l'insurrection. La première révolution anti-totalitaire, Párizs, 1981; 1990; 2006 ISBN 2804801047 (magyarul: 1956 – A magyar forradalom, Budapest, 2006),
- Où va le temps qui passe? (Jacqueline Cherruault-Serperrel), Párizs, 1991 ISBN 271580850X. (magyarul: Hová repül az idő? Beszélgetés Jacqueline Cherruault-Serperrel, Budapest, 1996)
- La fin des démocraties populaires (Ewa Kulesza-Mietlawskival), 1992 ISBN 202012162X; 1997 ISBN 2020311852
- Joseph II. Biographie, Párizs, Quai Voltaire, 1994; Quai Voltaire, 1999 ISBN 287653231X; Perrin, 2004 ISBN 2283019222 (magyarul: II. József, Budapest, 1997)
- Hongrois et Juifs. Histoire millennaire d’un couple singulier (Zeke Gyulával), Párizs, 1997 ISBN 2715811519 (magyarul: 'Magyarság, zsidóság (Zeke Gyula közreműködésével), Budapest, 2000)
- Après Staline, Párizs, 1998 (ISBN 2020144441)
- Le printemps tchécoslovaque (Jacques Rupnikkal, Vaclav Havel előszavával), Párizs, 1999 ISBN 2870277997
- Le passager du siècle (Maurizo Serraval), Párizs 1999, ISBN 2012353835 (magyarul: A század utasa, Budapest, 2002)
- Voyage sentimental, Párizs, 2001 ISBN 2845450311 (magyarul: Érzelmes utazás, regény, Kolozsvár, 1936)
- Dieu, l'homme et son diable, Párizs, 2005 ISBN 2283019222 (magyarul: Isten, ember ördög – Elmélkedés a rosszról és a történelemről, Budapest, 2006)
- Sentimentalno putovanje, Zágráb, 2003 ISBN 953-188-180-4 (magyarul: " Érzelmes utazás", regény, Zágráb, 1936)
- Reise nach Gestern. Mit einem Photo-Album (Érzelmes utazás); szerk., ford. németre Relle Ágnes; Matthes & Seitz, Berlin, 2012
- Gott, der Mensch und sein Teufel. Gedanken über das Böse und den Lauf der Geschichte (Dieu, l'homme et son diable); franciáról németre ford. Relle Ágnes, Werner Stichnoth, előszó Dalos György; Matthes & Seitz, Berlin, 2014

## Fejtővel kapcsolatos művek
- Agárdi Péter: Értékrend és kritika – Fejtő Ferenc irodalomszemlélete a 30-as években; Gondolat, Bp., 1982
- Huszár Tibor: Beszélgetések; Kossuth, Budapest, 1983
- Hommage à Fejtő Ferenc. A 90 éves Fejtő Ferenc köszöntése emlékezésekkel és tanulmányokkal; Világosság, Bp., 1999
- Nathaniel Katzburg: Beszélgetések Scheiber Sándorral és Fejtő Ferenccel; Bábel, Bp., 2000 (Hungaria Judaica) ISBN 9638597313
- Agárdi Péter: Fejtő Ferenc testamentuma; Kossuth, Bp., 2009
- Földes Anita: Átéltem egy évszázadot. Utolsó interjúk Fejtő Ferenccel, Scolar Kiadó Kft., 2013 ISBN 9789632444611
- Földes Anita: Átéltem egy századot. Utolsó interjúk Fejtő Ferenccel; 2. jav., bőv. kiad.; Scolar, Bp., 2014

## Cikkei, interjúi
Fejtő Ferenc Magyarországon megjelent cikkeinek és interjúinak linkgyűjteménye.

## Portréfilm
- A Monarchia mostohagyermeke[43] (magyar dokumentumfilm, korhatár: 12 év, 2002, rendezte: Rudas Gábor és Kántor László, 59 perc) Fejtő Ferenc beszélgetőtársa: Horváth Andor